# أرجمون صفراوي
أرجمون صفراوي (الاسم العلمي: Argemone ochrolenia) نوع نباتي يتبع جنس الأرجمون وينتمي إلى الفصيلة الخشخاشية.